# Distretto di Ouhai
Il distretto di Ouhai (瓯海区S, Ōuhǎi QūP) è un distretto della Prefettura della città di Wenzhou, nella Provincia del Zhejiang, in Cina.